# ホロカソードランプ

ホロカソードランプの概略図

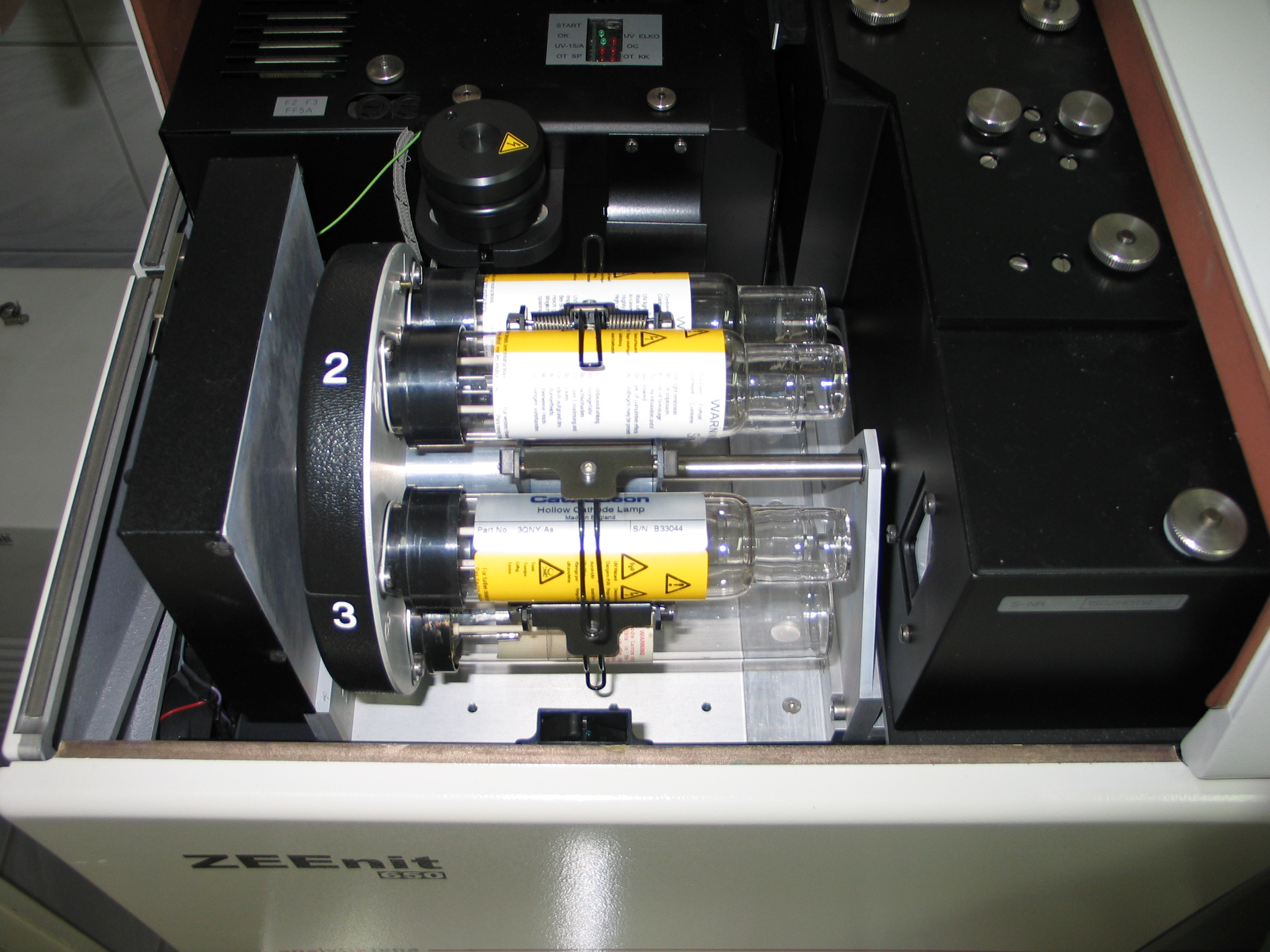
原子吸光分析装置のホロカソードランプ

ホロカソードランプとは、原子吸光分析や原子蛍光分析の際になど使用される光源ランプで、目的元素の輝線スペクトルを強く、かつ特異的に発する性質があるランプである。中空陰極ランプとも呼ばれる。

## 構造および原理
ホロカソードランプは通常、直筒系の形をした電球である。内部は電極と、ごく低圧の希ガスで構成されている。外部は接点部が金属、それ以外はガラスとなっている。
電極部は内径10mm程度の中空2重管に整形されている。内管が陰極となっており、この部分をホロカソード(HCD)と呼ぶ。電極間に高電圧をかけることによってグロー放電を発生させ、発光を行う。（なお、この原理はイオン源・プラズマジェット発生装置・蒸着装置などにも応用されている）
目的元素（または、目的元素を含む合金）を電極として用いることによって特性を得ている。例えば、陰極部の電極にカルシウムを用いればカルシウムの輝線スペクトルを得ることができる。
このため、基本的に1本のホロカソードランプは1元素の輝線スペクトルを発する。但し、複数元素の同時測定などの目的で複数の元素からなる電極を用い、複数元素の輝線スペクトルを発する製品も存在している。